# Kvitneve, Skvîra
Kvitneve (în ucraineană Квітневе) este un sat în comuna Domantivka din raionul Skvîra, regiunea Kiev, Ucraina.

## Demografie
Componența lingvistică a localității Kvitneve
     Ucraineană (98,4%)
     Rusă (1,6%)
Conform recensământului din 2001, majoritatea populației localității Kvitneve era vorbitoare de ucraineană (98,4%), existând în minoritate și vorbitori de rusă (1,6%).